# Saint-Valery-en-Caux

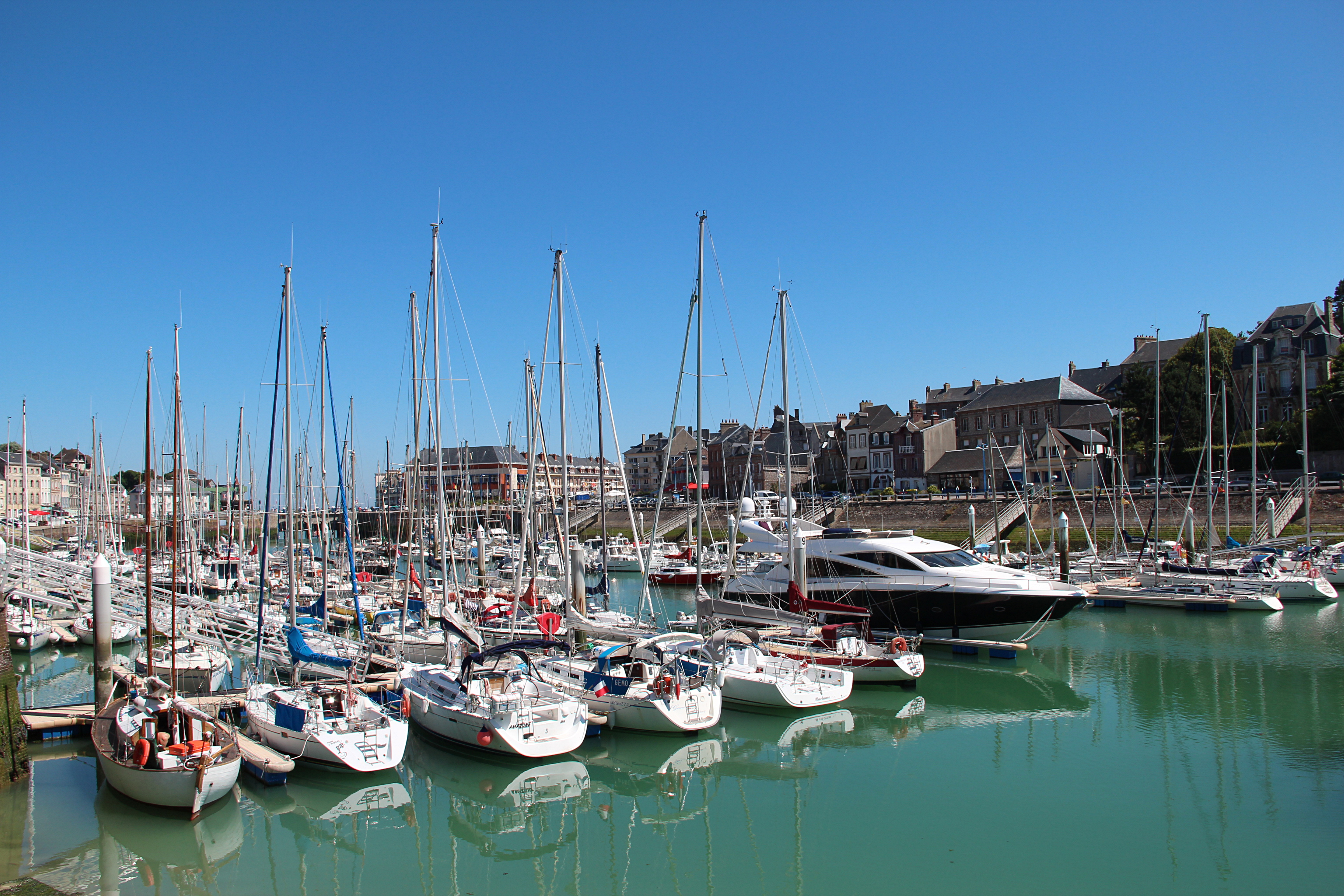

Saint-Valery-en-Caux – miejscowość i gmina we Francji, w regionie Normandia, w departamencie Sekwana Nadmorska.
Według danych na rok 1990 gminę zamieszkiwało 4595 osób, a gęstość zaludnienia wynosiła 439 osób/km² (wśród 1421 gmin Górnej Normandii Saint-Valery-en-Caux plasuje się na 53. miejscu pod względem liczby ludności, natomiast pod względem powierzchni na miejscu 323.).